# باولا ويست
باولا ويست (بالإنجليزية: Paula West)‏ هي عازفة الجاز ومغنية أمريكية، ولدت في 1959.

## وصلات خارجية
- باولا ويست على موقع IMDb (الإنجليزية)
- باولا ويست على موقع ميوزك برينز (الإنجليزية)
- باولا ويست على موقع ديسكوغز (الإنجليزية)